# Sexteto do Jô
Sexteto do Jô era a House band que acompanhou o apresentador Jô Soares em seus programas de entretenimento na televisão, quer seja no Jô Soares Onze e Meia (essa época chamada de Quinteto Onze e Meia) e também no Programa do Jô. A formação principal incluía o próprio Jô (bongô, cornet e vocais) e os músicos Chiquinho Oliveira (trompete), Rubinho (guitarra), Bira (baixo), Osmar Barutti (piano), Derico (saxofone e flauta) e Miltinho (percussão e bateria).
No início era um Quarteto (Miltinho, Bira, Rubinho e Edmundo Villani-Côrtes) que animavam os intervalos das gravações e as apresentações musicais no talk show televisivo do apresentador, ator, músico e escritor Jô Soares. A fórmula deu certo e o Quarteto virou Quinteto (Quinteto Onze e Meia) e, depois, Sexteto e no final de 2016, novamente quarteto. Não houve nenhuma manifestação se o conjunto ira continuar depois do fim do Programa do Jô, no final de 2016.
Esse sexteto tinha vida própria e fazia shows desde 1992 pelo Brasil. Todos os integrantes têm seus projetos musicais individuais. No programa tocavam jazz com Jô Soares e acompanham os convidados em seus mais variados estilos musicais (como quando tocaram Blues com o guitarrista virtuoso estadunidense Joe Satriani).

## Discografia
- Quinteto Onze e Meia (1992)
- Jô Soares e O Sexteto - Ao Vivo no Tom Brasil (2000)

## Integrantes
- Jô Soares: bongô, cornet e vocais (1988–2016)
- Chiquinho Oliveira: trompete (2000–2015)
- Derico: saxofone e flauta (1992–2016)
- Miltinho: percussão e bateria (1988–2016)
- Bira: baixo (1988–2016)
- Tomati: guitarra (1998–2015)
- Osmar Barutti: piano (1991–2016)
- Rubinho: guitarra (1988–1998)
- Edmundo Villani-Côrtes: piano (1988–1991)

Linha do tempo